# Villum Christensen
Villum Christensen (født 31. juli 1954 i Slagelse) er viceborgmester i Slagelse Kommune og statsrevisor. Derudover er han dansk direktør og politiker. Fra 2008 til 2019 har Villum Christensen været medlem af Folketinget for Liberal Alliance, idet han som førstesuppleant i Sjællands Storkreds overtog Gitte Seebergs mandat, da hun nedlagde det. Han er tvillingebror til tidligere MF'er Troels Christensen (V). Villum Christensen var ordfører inden for områderne: forsvar, energi, miljø, Grønland og Færøerne.

## Politisk karriere
- Udvalgsformand for Liberal Alliance i Slagelse Kommune fra 1. januar 2013
- Folketingsmedlem for Liberal Alliance i Sjællands Storkreds fra 1. september 2008.
- Kandidat for Liberal Alliance i Slagelsekredsen fra 2007.
- Medlem af Arbejdsmarkedsudvalget og af Forsvarskommissionen af 2008.
- Viceborgmester for Radikale Venstre i Slagelse Kommune fra 2005 til 2009.

## Uddannelse og erhverv
- Uddannet cand.phil. fra Københavns Universitet i 1980
- Uddannet cand.scient.pol. fra Aarhus Universitet i 1981
- En mastergrad i Public Management fra Syddansk Universitet i 2005

Fra 1996 til 2006 var han rektor for Handelshøjskolecentret i Slagelse, og da dette i 2007 blev omdannet til et campus under Syddansk Universitet, blev Villum Christensen direktør.

## Tillidshverv
Villum Christensen har været viceborgmester i Slagelse Kommune fra 2005 til 2009, og er nu formand for teknisk udvalg. Her var han desuden formand for arbejdsmarkeds- og integrationsudvalget og næstformand for det lokale beskæftigelsesråd. Han er desuden bestyrelsesmedlem i FC Vestsjælland og i Bankinvest Gruppen, næstformand for Slagelse Gymnasium & HF-kursus' bestyrelse og formand for Vilcon Gruppens bestyrelse.

## Udmærkelser
Grangia Prisen, Junior Chamber, 2001. Årets initiativpris. Vestsjællands Erhvervsråd, 2002.